# Katipa
Katipa è un ward dello Zambia, parte della Provincia Orientale e del Distretto di Nyimba.